# Eophrixus subcaudalis
Eophrixus subcaudalis är en kräftdjursart som först beskrevs av Hay 1917.  Eophrixus subcaudalis ingår i släktet Eophrixus och familjen Bopyridae.
Artens utbredningsområde är Mexikanska golfen. Inga underarter finns listade i Catalogue of Life.